# الحبيل (قرية)

تعديل مصدري - تعديل

الحبيل هي إحدى قرى مديرية ماوية بمحافظة تعز اليمنية، بلغ تعداد سكانها 291 نسمة حسب التعداد السكاني في اليمن في 2004.